# Hercostomus costatus
Hercostomus costatus är en tvåvingeart som först beskrevs av Friedrich Hermann Loew 1857.  Hercostomus costatus ingår i släktet Hercostomus och familjen styltflugor. Inga underarter finns listade i Catalogue of Life.